# Demon 79
"Demon 79" é o quinto e último episódio da sexta temporada da série de antologia Black Mirror. Ele foi escrito por Charlie Brooker e Bisha K. Ali, e foi dirigido por Toby Haynes. O episódio foi ao ar originalmente no serviço de streaming Netflix no dia 15 de junho de 2023, em conjunto com o restante da sexta temporada.
O episódio conta a história de Nida (Anjana Vasan), uma educada vendedora assistente que involuntariamente convoca um demônio chamado Gaap (Paapa Essiedu) que diz que ela deve cometer três assassinatos para evitar o fim do mundo.
O episódio foi o primeiro a ser lançado sob o rótulo Red Mirror e contém elementos sobrenaturais ao invés de histórias baseadas em tecnologia.

## Enredo
Em 1979, Nida Huq (Anjana Vasan) é uma vendedora de uma loja de departamentos e mora sozinha em um pequeno apartamento na cidade inglesa de Tipley. Enquanto está no trabalho, ela tem pensamentos intrusivos sobre cometer atos de violência contra sua colega de trabalho xenofóbica, Vicky (Katherine Rose Morley), e um cliente, o acusado de assassinato Keith Holligan (Nicholas Burns), que flerta com ela. Após o fim do seu expediente, Nida vê o político do Partido Conservador, Michael Smart (David Shields), fazendo um discurso na rua em oposição aos imigrantes. Na manhã seguinte, ela vê que o logotipo do grupo de extrema direita Frente Nacional foi pintado em sua porta. No trabalho, depois que Vicky reclama com o chefe sobre o conteúdo do almoço de Nida, ela é forçada a fazer seu intervalo no porão da loja. Sentada em uma velha mesa, Nida corta o dedo ao tentar abrir uma gaveta onde descobre um talismã de madeira e decide levá-lo consigo.
Depois de voltar para seu apartamento, o talismã fala com Nida e ela libera Gaap (Paapa Essiedu), um demônio em treinamento que assume a aparência de Bobby Farrell do Boney M. Ele informa a Nida que, por ter ungido o talismã com seu sangue, ela agora tem três dias para fazer três sacrifícios humanos antes do primeiro de maio para evitar que o mundo acabe e, no intuito de convencê-la, ele mostra a Nida uma visão de seu apartamento em chamas. Nida entra em pânico e sai correndo de seu apartamento e Gaap a convence a matar um rapaz, Tim Simons (Joe Hughes), que estava passeando na rua. Gaap diz a ela que Tim agredia sexualmente sua filha e Nida o espanca fatalmente com um tijolo.
No dia seguinte, os policiais locais Len Fisher (Shaun Dooley) e Suzie (Emily Fairn) investigam o desaparecimento de Tim e seu cadáver é descoberto. Ainda mais convencida por Gaap de que o fim do mundo está se aproximando, Nida procura uma segunda vítima e vê Keith no Three Crowns, um pub local. Nida segue Keith até em casa, onde o seduz antes de espancá-lo até a morte com um martelo. Depois que o irmão de Keith, Chris, chega em casa, Nida é forçada a matá-lo também para eliminar qualquer testemunha. No entanto, Gaap mais tarde a informa que a morte de Keith não havia contado, pois ele já havia assassinado sua esposa. Nida e Gaap se unem por causa de sua solidão compartilhada, com Gaap informando a Nida que se ela falhar, ele será lançado em um vazio infinito
Determinada a encontrar sua última vítima, Nida planeja matar sua colega Vicky. No entanto, após Michael fazer uma visita a loja de departamentos e Gaap mostrar para ela uma visão dele se tornando o futuro primeiro-ministro e implementando um regime totalitarista e xenofóbico, ela planeja matá-lo. Fisher e Suzie investigam as mortes de Keith e Chris e o dono do Three Crowns os informa que Nida estava agindo de forma estranha. Fisher visita o apartamento de Nida e, depois de mentir para ele, ela sai para matar Michael enquanto Fisher a segue. Nida tira Michael da estrada e o ataca, mas é interrompida por Fisher antes que ela conseguisse a última morte.
De volta à delegacia, Nida explica a Fisher e Suzie os motivos de seus assassinatos. Momentos depois, ela ouve sirenes tocando à distância depois que um relógio próximo marca meia-noite. Gaap a convida para passar a eternidade no esquecimento com ele e, no final, os dois caminham juntos de mãos dadas enquanto numerosos mísseis nucleares caem e destroem o mundo.

## Produção

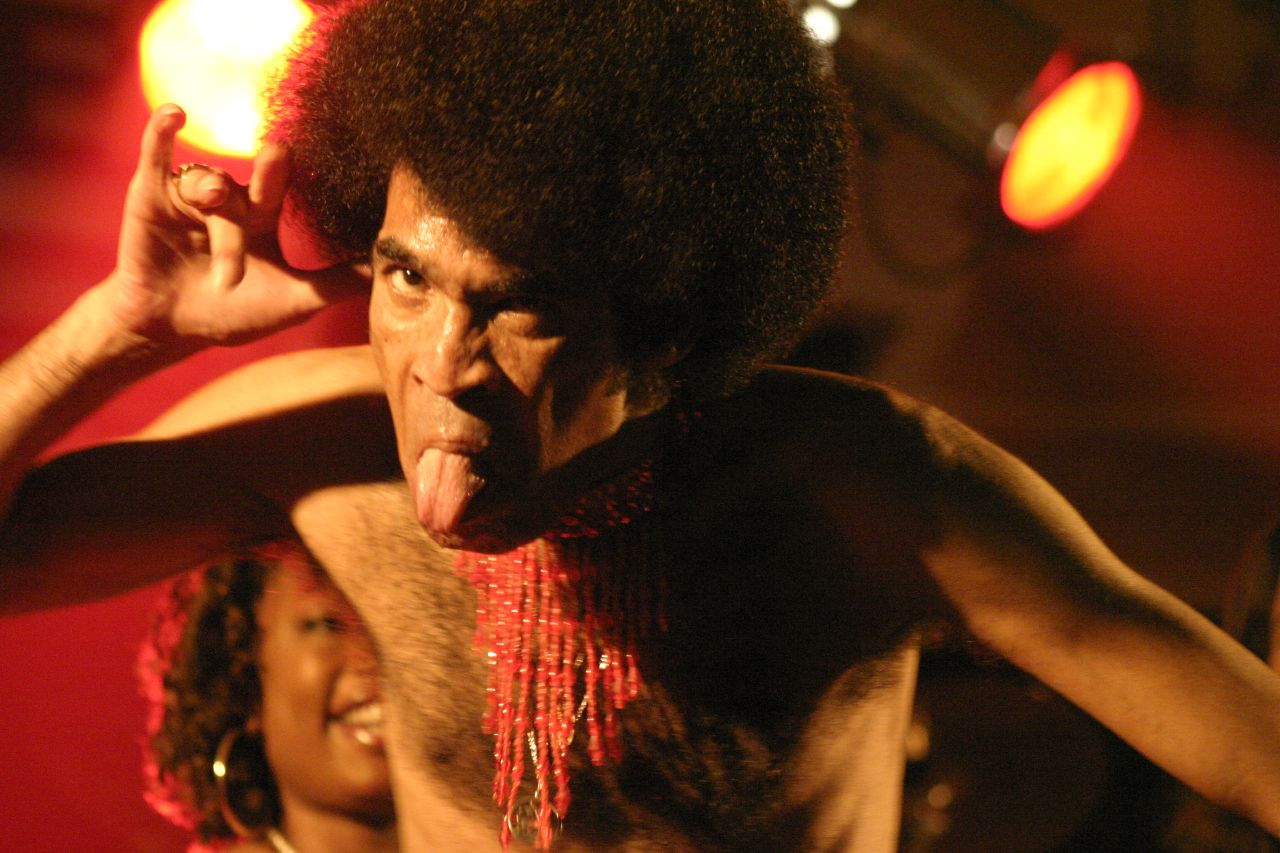
A aparência de Gaap foi inspirada em Bobby Farrell (imagem) do grupo Boney M.

A Netflix anunciou que a sexta temporada de Black Mirror estava em desenvolvimento em maio de 2022, quase três anos desde o lançamento da temporada anterior.

### Conceito e escrita
Inicialmente Charlie Brooker concebeu "Demon 79" como o primeiro episódio de uma série de antologia de terror com temática retrô intitulada Red Mirror. Ao invés disso, ele optou por incluí-lo na sexta temporada de Black Mirror, que também apresentou outros episódios ambientados no passado: "Beyond the Sea" foi alterado de uma história de um futuro próximo para uma situada em 1969, já os eventos de "Mazey Day" acontencem em meados dos anos 2000. De acordo com Brooker, mais episódios poderiam ser feitos sob o selo Red Mirror dependendo do sucesso de "Demon 79".
O episódio foi escrito por Charlie Brooker e Bisha K. Ali.
Os elementos sobrenaturais do episódio são projetados para evocar a atmosfera dos filmes de terror da década de 1970. O personagem Gaap foi originalmente idealizado como uma figura punk, semelhante aos skinheads vistos do lado de fora da porta de Nida e seria destinado a incorporar o pior pesadelo de Nida. Por causa da estreita relação entre Nida e Gaap no roteiro, foi tomada a decisão de apresentar o personagem como alguém atraente para Nida. Brooker disse que enquanto ouvia uma lista de reprodução que havia feito com músicas do final dos anos 1970, ele se lembrou do "visual impactante" de Boney M. e baseou a aparência de Gaap no vocalista da banda.

### Escolha de elenco e filmagens

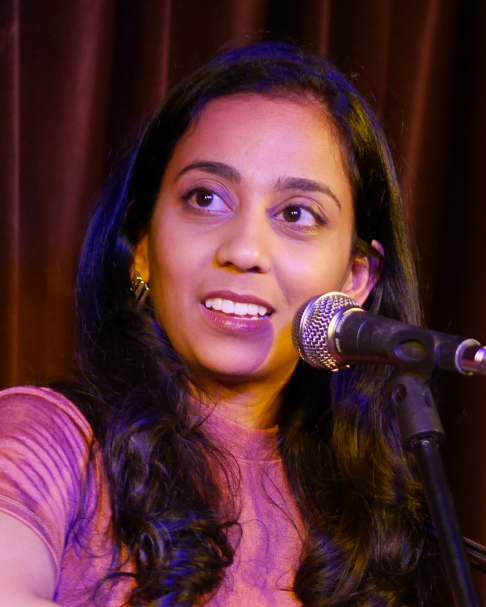
Anjana Vasan estrela o episódio como Nida.

As primeiras notícias acerca do episódio saíram em julho de 2022 e revelaram a escalação de Paapa Essiedu e Anjana Vasan. Outros membros adicionais do elenco, como Katherine Rose Morley e David Shields, foram anunciados em maio de 2023, um mês antes do lançamento da série.
Vasan está entre os poucos atores a aparecer em vários episódios de Black Mirror; ela teve um pequeno papel no episódio "Nosedive".
As filmagens de "Demon 79" aconteceram na cidade de Harrow em junho de 2022.

## Recepção
O episódio foi recebido com críticas positivas. No agregador de análises Rotten Tomatoes, o episódio detém um índice de aprovação de 100% baseado em 9 avaliações. O The Independent avaliou o episódio com quatro de cinco estrelas. O The Daily Telegraph, por sua vez, deu a nota máxima de cinco estrelas.